# Lei Volstead
A Lei Nacional de Proibição (National Prohibition Act), conhecida informalmente como Lei Volstead (Volstead Act), foi criada pelo 66º Congresso dos Estados Unidos [en] para executar a Décima Oitava Emenda (ratificada em janeiro de 1919), que estabeleceu a proibição de bebidas alcoólicas. Wayne Wheeler [en], da Liga Anti-Saloon [en] (Anti-Saloon League), concebeu e redigiu o projeto de lei, que recebeu o nome de Andrew Volstead [en], presidente do Comitê do Judiciário da Câmara [en], que gerenciou a legislação.

## Contexto histórico
A Lei Volstead, que instituiu a Proibição nos Estados Unidos, teve vários fatores que contribuíram para sua ratificação em 1919. Um desses fatores foi a formação da Liga Anti-Saloon em 1893, que utilizou os efeitos subsequentes da Primeira Guerra Mundial para pressionar pela proibição nacional. Após a guerra, havia um grande preconceito e suspeita em relação aos estrangeiros, o que a Liga aproveitou para apoiar sua causa. Muitos reformadores utilizaram a guerra como uma oportunidade para promover medidas de reforma, e a proibição nacional foi um exemplo significativo disso. A Liga Anti-Saloon obteve sucesso em fazer com que muitos estados proibissem o álcool antes de 1917, alegando que o consumo de bebidas alcoólicas era um ato pró-alemão. Isso teve o efeito desejado, já que muitas das principais cervejarias da época tinham nomes alemães. Além disso, muitos saloons eram dominados por imigrantes, o que reforçou ainda mais a narrativa que a Anti-Saloon League estava promovendo.
Outro fator que contribuiu para a aprovação da Lei Volstead foi a ideia de que, para alimentar as nações aliadas, havia uma necessidade maior do grão utilizado na produção de uísque. Os defensores da proibição argumentaram que a fabricação e o transporte de bebidas alcoólicas estavam desviando recursos essenciais, já escassos devido à Primeira Guerra Mundial. Eles argumentavam que o Congresso teria conservado alimentos e carvão muito antes se os interesses da bebida não tivessem sido colocados acima do bem-estar público. Isso levou à Lei de Proibição em Tempo de Guerra em 1918. O argumento a favor da proibição durante a guerra foi convincente, e os proponentes da proibição utilizaram seus sucessos iniciais para promover a mudança permanente por meio de uma emenda constitucional, que foi ratificada em 1919.

## Aprovação da Lei Volstead

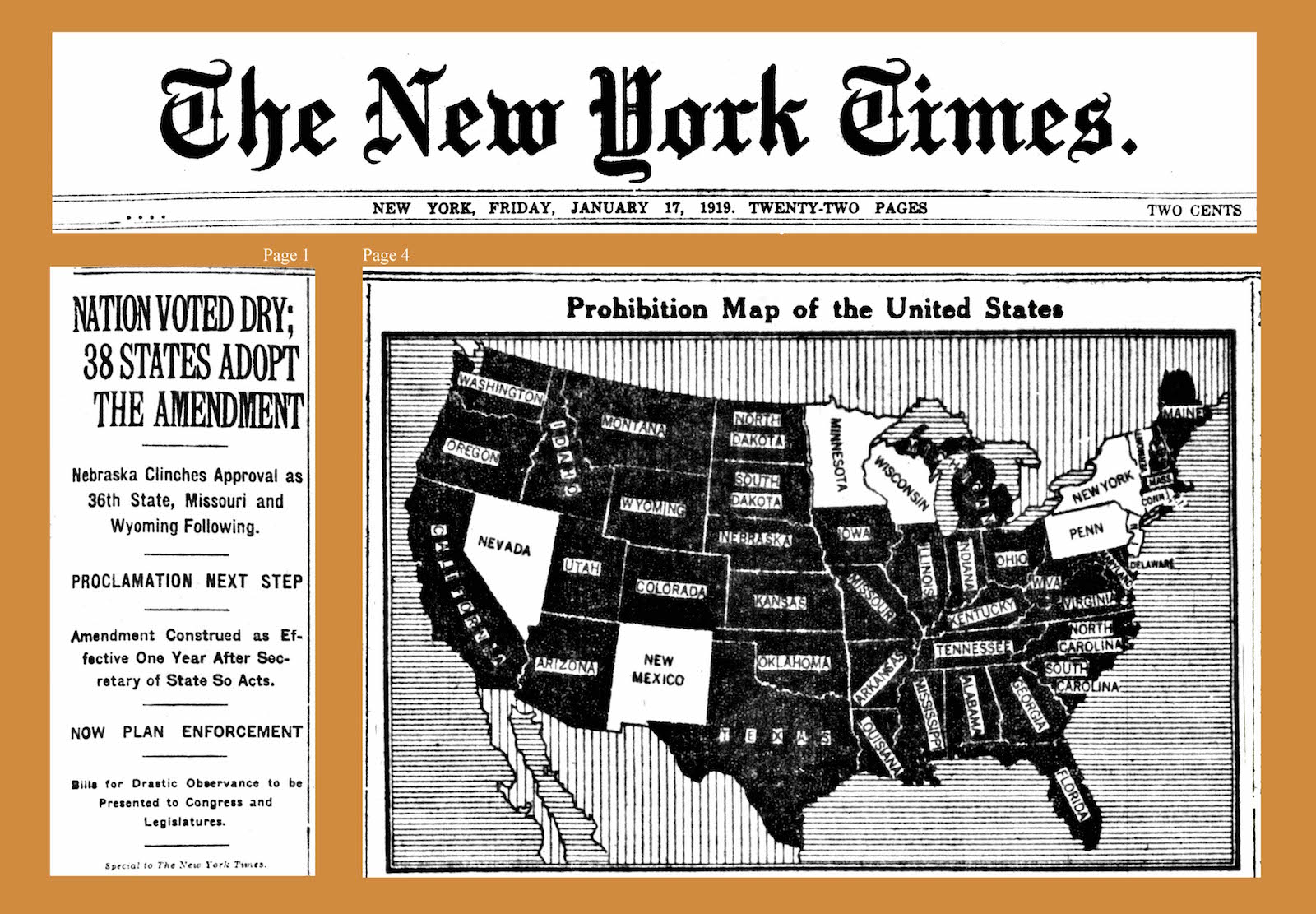
Manchetes de primeira página e mapa representando os estados que ratificaram a Emenda da Proibição (Décima Oitava Emenda à Constituição dos Estados Unidos), conforme relatado no The New York Times em 17 de janeiro de 1919.

H.R. 6810 foi o nome completo da Lei Nacional de Proibição, que visava: "proibir bebidas intoxicantes e regular a fabricação, produção e venda de destilados de alta pureza para outros fins que não bebidas, além de garantir um amplo suprimento de álcool e promover seu uso em pesquisas científicas, no desenvolvimento de combustíveis, corantes e outras indústrias legais". A Proibição foi originalmente proposta por Richmond Hobson [en] e levada ao Congresso como uma emenda constitucional. Mais tarde, o advogado Wayne Wheeler propôs a primeira versão do projeto de lei, que o Congresso alterou várias vezes. O presidente Woodrow Wilson vetou o projeto de lei, mas o Congresso anulou seu veto e o projeto foi aprovado em 28 de outubro de 1919. A Lei Volstead entrou em vigor em 16 de janeiro de 1920, tornando-se um desafio para a Suprema Corte dos Estados Unidos. A medida foi apresentada para ajudar a promover a união das legislações federal e estadual na regulamentação do álcool.

## Conteúdo da Lei Volstead
A Lei Volstead consiste em três seções principais: (1) Proibição de guerra promulgada anteriormente, (2) Proibição conforme designada pela Décima Oitava Emenda e (3) uso industrial de álcool. Antes da ratificação da Décima Oitava Emenda, a Lei de Proibição em Tempos de Guerra, aprovada em 21 de novembro de 1918, tinha como objetivo conservar grãos ao proibir seu uso na produção de bebidas alcoólicas. O Título II da Lei Volstead, "Proibição Nacional Permanente", estabeleceu a definição de "bebidas intoxicantes" como aquelas com teor alcoólico superior a 0,5%. Este título também especificou as multas e penas de prisão para a fabricação, venda e distribuição de bebidas alcoólicas. Além disso, detalhou as regulamentações sobre a aplicação das leis, incluindo os poderes de busca e apreensão das autoridades policiais, e as formas de punição para as violações.
Apesar das rígidas restrições ao comércio de bebidas alcoólicas impostas pela Lei Volstead, havia várias maneiras pelas quais a posse e o uso pessoal de álcool permaneciam legais. Era permitido possuir bebidas alcoólicas adquiridas antes da Proibição e servir essas bebidas a familiares ou convidados em casa, desde que se tivesse o comprovante de compra em mãos. Isso possibilitou que muitas pessoas, especialmente as mais ricas, estocassem bebidas antes da implementação da Lei Seca. O álcool destinado a fins medicinais também continuava legal sob a Lei Volstead, embora os médicos enfrentassem restrições quanto ao que podiam prescrever. Eles estavam limitados a um litro de bebida alcoólica a cada dez dias, uma restrição criticada pela Associação Médica Americana como inadequada. Religiosos, como pastores, padres, ministros e rabinos, podiam obter permissão para fornecer álcool exclusivamente para fins sacramentais. Além disso, o Título III da Lei Volstead, intitulado "Fins Industriais", permitia o uso de álcool para qualquer finalidade industrial.

## Aplicação e impacto
A produção, importação e distribuição de bebidas alcoólicas — que anteriormente eram realizadas por empresas legítimas — foram assumidas por gangues criminosas. Essas gangues lutavam violentamente entre si pelo controle do mercado, envolvendo-se em confrontos que muitas vezes resultavam em assassinatos. Gângsteres proeminentes, como Tom Dennison [en], de Omaha, e Al Capone, de Chicago, enriqueceram e eram admirados local e nacionalmente. A aplicação da lei era difícil porque as gangues ficaram tão ricas que muitas vezes conseguiam subornar policiais mal pagos e com pouca equipe, além de pagar advogados caros. Muitos cidadãos simpatizavam com os contrabandistas, e cidadãos respeitáveis eram atraídos pelo romance dos bares clandestinos, também chamados de "blind tigers". A década de 1920 viu um relaxamento dos costumes sociais, com a popularização dos coquetéis e das festas de coquetel entre os grupos socioeconômicos mais elevados. Aqueles que estavam dispostos a ajudar as autoridades eram frequentemente intimidados e até assassinados. Em várias cidades importantes, principalmente naquelas que serviam como principais pontos de importação de bebidas alcoólicas, incluindo Chicago e Detroit, as gangues exerciam um poder político significativo. Uma incursão da Polícia Estadual de Michigan [en] na Deutsches Haus de Detroit já prendeu o prefeito, o xerife e o congressista local.
A Lei Seca entrou em vigor na madrugada do dia 17 de janeiro de 1920 e a primeira infração documentada da Lei Volstead ocorreu em Chicago no dia 17 de janeiro, às 12h59. De acordo com relatórios da polícia, seis homens armados roubaram US$ 100 000 em uísque "medicinal" de dois vagões de trem de carga. Essa tendência de contrabando de bebidas alcoólicas criou um efeito dominó entre os criminosos dos Estados Unidos. Alguns líderes de gangues já haviam começado a estocar bebidas alcoólicas meses antes da entrada em vigor da Lei Volstead. A capacidade de sustentar negócios lucrativos de contrabando foi amplamente facilitada pela vigilância policial mínima da época. Havia apenas 134 agentes designados pela Unidade de Proibição para cobrir todo o estado de Illinois, Iowa e partes de Wisconsin. De acordo com Charles C. Fitzmorris, chefe de polícia de Chicago durante o início do período da Lei Seca, "sessenta por cento da minha polícia [estava] no negócio de contrabando".
A Seção 29 da lei permitia a produção doméstica de até 200 galões (aproximadamente 1 000 garrafas de 750 ml) de "sidra não intoxicante e suco de frutas" por ano. Inicialmente, a definição de "intoxicante" era qualquer bebida com mais de 0,5% de álcool por volume, mas a Receita Federal revogou essa definição em 1920, legalizando efetivamente a produção doméstica de vinho. Para a cerveja, no entanto, o limite de 0,5% permaneceu em vigor até 1933. Alguns vinhedos adotaram a venda de uvas para a fabricação de vinho em casa. As uvas Zinfandel eram populares entre os vinicultores caseiros que moravam perto de vinhedos, mas seus cachos apertados deixavam suas peles finas vulneráveis ao apodrecimento devido à fricção e à abrasão na longa jornada até os mercados da Costa Leste. As cascas grossas da Alicante Bouschet eram menos suscetíveis ao apodrecimento, de modo que essa e outras variedades semelhantes foram amplamente plantadas para o mercado de vinificação caseira.
A lei continha várias exceções e isenções, muitas das quais foram utilizadas para contornar seu objetivo principal. Por exemplo, a lei permitia que um médico prescrevesse uísque para seus pacientes, mas limitava a quantidade que poderia ser prescrita. Posteriormente, a Câmara dos Delegados da Associação Médica Americana votou para enviar ao Congresso um projeto de lei para remover o limite da quantidade de uísque que poderia ser prescrita e questionou a capacidade de uma legislatura de determinar o valor terapêutico de qualquer substância. Além disso, o Vine-Glo [en], um produto fabricado ostensivamente para permitir a produção caseira de suco de uva a partir de concentrado, incluía um aviso em sua embalagem instruindo as pessoas sobre como fazer vinho com ele.
De acordo com Neely, "A lei exigia julgamentos para qualquer pessoa acusada de um delito relacionado ao álcool, e os júris geralmente não conseguiam condenar". Sob a Lei Mullan-Gage do estado de Nova York, uma versão local de curta duração da Lei Volstead, as primeiras 4 000 prisões resultaram em apenas seis condenações e nenhuma sentença de prisão". Embora a produção, o transporte e a venda de bebidas intoxicantes fossem ilegais, sua compra foi considerada legal no caso Estados Unidos v. Norris.

## Revogação
A Proibição perdeu apoio devido à crescente aceitação social da infração da lei e ao aumento da violência associada ao crime organizado. Em 1933, a oposição pública à Proibição havia se tornado esmagadora. Em março daquele ano, o Congresso aprovou a Lei Cullen-Harrison [en], que legalizou a "cerveja 3.2" (ou seja, cerveja com 3,2% de álcool por peso ou 4% por volume) e vinhos com teor alcoólico igualmente baixo, em vez do limite de 0,5% definido pela Lei Volstead original.
Em fevereiro de 1933, o Congresso aprovou a Lei Blaine [en], uma proposta de emenda constitucional para revogar a Décima Oitava Emenda e acabar com a Proibição. Em 5 de dezembro de 1933, Utah tornou-se o 36º estado a ratificar a Vigésima Primeira Emenda, que revogou a Décima Oitava Emenda, anulando a Lei Volstead e restaurando o controle do álcool para os estados. Todos os estados tornaram o álcool legal ou passaram o controle sobre a produção e o consumo de álcool para os condados e províncias que compõem. Isso levou à criação de condados secos, a maioria dos quais no Sul.